# Акстбах
Акстбах (нем. Axtbach) — река в Германии, левый приток реки Эмс. Протекает по земле Северный Рейн-Вестфалия. Площадь водосборного бассейна — 240 км², длина реки — 34,2 км.
Река начинается в Макенберге, затем протекает через город Уэльде. Двумя рукавами обтекает замок Мёлер, образуя остров. Протекает по территории природного заповедника Акстбах. Впадает в Эмс на территории природного заповедника Эмзауэ.